# Retusia
Retusia là một chi bướm đêm thuộc họ Noctuidae.